# پهن‌نوک وایت‌هدی
پهن‌نوک وایت‌هدی (نام علمی: Calyptomena whiteheadi) نام یک گونه از سرده پهن‌نوک‌های سبز است.